# Боготол (станция)
Боготол — железнодорожная станция Ачинского региона Красноярской железной дороги, расположенная в городе Боготоле Красноярского края.

## История

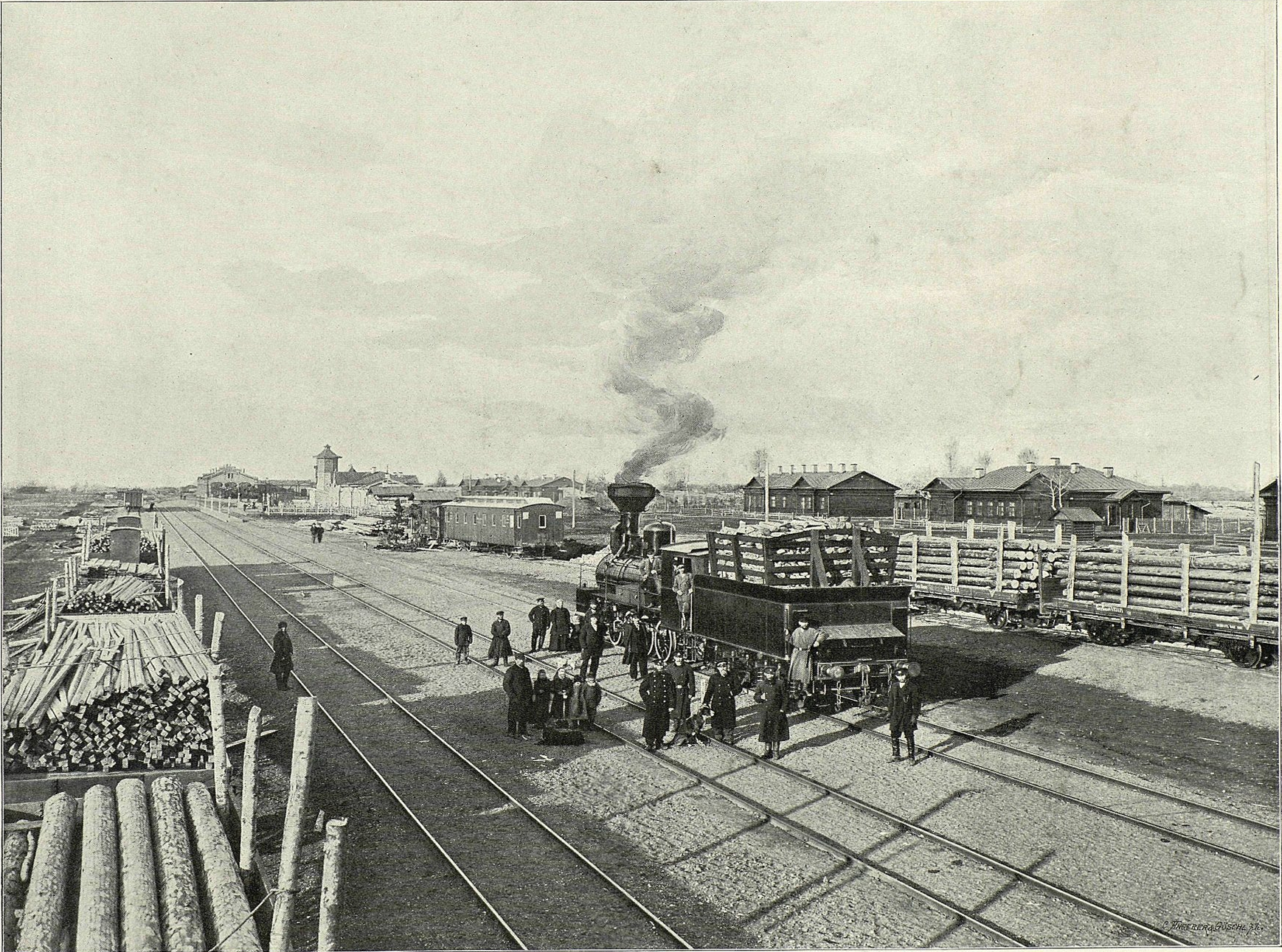
Станция Боготол, 1898

Станция была открыта в 1898 году и являлась одной из важнейших между Тайгой и Красноярском. На тот момент здесь были сосредоточены значительные рабочие силы службы движения, тяги и ремонта пути. Постройки: деревянное пассажирское здание III класса, паровозное депо на шесть стойл с кузницей, водоёмное здание на 8 куб. саженей, водоподъёмное здание (стоимость этих трёх зданий около 55 тыс. руб.) и 14 жилых домов стоимостью 82 тыс. руб., в которых были размещены агенты различных служб и рабочие.
Однако советские источники говорят об открытии станции лишь в 1942 году и о дальнейшем развитии в послевоенные годы, когда, видимо, была осуществлена реконструкция после полного разрушения станции.

## Современность
Железнодорожная станция входит в состав Красноярской железной дороги. Код eдиной сетевой разметки — 88080. Располагается в городе Боготоле, административном центре Боготольского района Красноярского края.
Сегодня станция — современная грузовая станция, выполняющая обязательный технический осмотр подвижных составов и следующие коммерческие операции:
Операции на станции
- Продажа пассажирских билетов на пути местного и пригородного значения;
- Приём и выдача пассажирского багажа;
- Приём и выдача грузов повагонными и мелким oтправками;
- Приём/выдача повагонных отправок грузов (открытая площадка);
- Приём/выдача мелких отправок грузов (крытые склады);
- Приём/выдача повагонных и мелких отправок (подъездные пути);
- Приём/выдача повагонных отправок грузов (крытые склады);
- Приём/выдача грузов в универсальных контейнерах(3 и 5т);
- Приём/выдача мелких отправок грузов (открытая площадка)[3].